# Бакаєв Іван Петрович
Іван Петрович Бакаєв (1887, село Смородиново Камишинського повіту Саратовської губернії, тепер Волгоградської області, Російська Федерація — розстріляний 25 серпня 1936, місто Москва, тепер Російська Федерація) — радянський діяч, голова Петроградської губернської ЧК, голова Ленінградської губернської контрольної комісії ВКП(б). Член Центральної контрольної комісії ВКП(б) у 1925—1927 роках. Член ВЦВК і ЦВК СРСР.

## Життєпис
Народився в бідній родині робітника. Закінчив чотирирічну початкову земську школу та чотирирічну нижчу ремісничу школу.
У революційному русі з 1905 року. Член РСДРП з 1906 року. 
Активний працівник Камишинської об'єднаної соціал-демократичної організації, учасник та один із організаторів збройного повстання 1906 року в Камишині. Після повстання перейшов на нелегальне становище, працював у Баку, Астрахані, з 1910 року — в Санкт-Петербурзі, де працював слюсарем та токарем заводів. За революційну діяльність неодноразово арештовувався, перебував на засланні, провів загалом понад 6 років у в'язниці.
Під час Лютневої революції 1917 року працював токарем на Механічному Російсько-Балтійському повітроплавному заводі в Петрограді. Брав активну участь у Жовтневому перевороті 1917 року.
У листопаді — грудні 1917 року — член колегії відділу праці Петроградської ради. У 1917—1918 роках — скарбник Петроградської ради.
13 грудня 1917 — травень 1918 року — секретар президії Петроградської ради.
У травні — липні 1918 року — керуючий справами Ради народних комісарів Союзу комун Північної області в Петрограді.
У серпні 1918 — серпні 1919 року — в Червоній армії, учасник громадянської війни в Росії. З 26 серпня по 31 жовтня 1918 року — військовий комісар 3-ї Уральської стрілецької дивізії РСЧА (Уральський фронт). 27 січня — 25 квітня 1919 року — (1-й) військовий комісар Петроградської губернії. Одночасно в січні — червні 1919 року — (2-й) окружний військовий комісар Петроградського військового округу. З 20 травня по 7 червня 1919 року — начальник внутрішньої оборони міста Петрограда. Брав участь у підготовці та керував, спільно зі Стороженком, бойовими діями зведеної колони проти форту «Червона Гірка» під час його захоплення білогвардійцями. З 8 липня по 15 серпня 1919 року — військовий комісар 2-ї Тульської стрілецької дивізії РСЧА (Петроградський фронт). 
22 серпня 1919 — 1 вересня 1920 року — голова Петроградської губернської надзвичайної комісії (ЧК).
1 вересня 1920 — січень 1921 року — повноважний представник ВЧК при РНК РРФСР по Південно-Східному краю (Кавказу) в місті Ростові-на-Дону.
У 1922 році — відповідальний керівник Петроградської окружної комісії допомоги голодним. 
З 1922 по лютий 1925 року — начальник політичного управління і член Революційної військової ради (РВР) Ленінградського військового округу. У березні 1925 року звільнений із РСЧА.
У листопаді 1924 — березні 1926 року — голова Ленінградської губернської контрольної комісії ВКП(б) — уповноважений Народного комісаріату робітничо-селянської інспекції СРСР по Північно-Західній області.
З 1925 року входив до «нової» («ленінградської») опозиції. З 1926 року належав до «Об'єднаної опозиції», очолюваної Троцьким, Зінов'євим і Каменєвим.
З березня по листопад 1926 року — слухач курсів марксизму при Комуністичній академії.
У листопаді 1926 — 1927 року — голова В'ятської губернської планової комісії.
За належність до лівої опозиції 14 листопада 1927 року був виведений із складу членів ЦКК, а 18 грудня 1927 року, на XV з'їзді ВКП(б), в числі 75 «активних діячів троцькістської опозиції» був виключений з партії. Після подання заяви про відхід від опозиції 22 червня 1928 року відновлений в членах ВКП(б).
У 1928—1931 роках — помічник голови виконавчого комітету Ленінградської обласної ради (?).
До грудня 1934 року — керуючий Головенергомережі в Москві.
Після вбивства 1 грудня 1934 року С. М. Кірова знову виключений із ВКП(б). Заарештований 9 грудня 1934 року і в січні 1935 року був підсудним на закритому процесі у справі так званого «московського центру». За звинуваченням у керівництві контрреволюційною терористичною організацією Військової колегією Верховного суду СРСР 16 січня 1935 року засуджений до 8 років ув'язнення. Термін відбував у Челябінській в'язниці особливого призначення.
У серпні 1936 року був обвинуваченим на «Першому Московському процесі» в справі так званого «об'єднаного троцькістсько-зінов'євського центру». 24 серпня 1936 року Військовою колегією Верховного суду СРСР засуджений до найвищої міри покарання. Розстріляний наступного дня . Похований у Москві на Донському цвинтарі (могила 1).
13 липня 1988 року посмертно реабілітований пленумом Верховного суду СРСР.